# José Serrano
José Calixto Serrano Simeon (14. října 1873, Sueca – 8. března 1941, Madrid) byl španělský hudební skladatel, známý svými zarzuelami. V jeho tvorbě je cítit vliv Giacoma Pucciniho a italského verismu.

## Život a dílo
José Serrano se narodil ve městě Sueca, kde jeho otec vedl hudební soubor a k hudbě vedl i svého syna. V roce 1889 odešel mladý José studovat na konzervatoř ve Valencii. Původně se začal učit hře na klavír, ale brzy ho vyměnil za housle a studium kompozice pod vedením Salvadora Ginera. V roce 1892 se přestěhoval do Madridu, kde získal roční stipendium. Během těžkých začátků v Madridu komponoval písně, aby se nějak uživil. Zkušenosti s komponováním zarzuel získal i díky Manueli Fernándezovi Caballerovi, kterému pomáhal při tvorbě zarzuely Gigantes y cabezudos. Svůj první samostatný divadelní úspěch zaznamenal v roce 1900 zarzuelou El Můľete. Složil celkem kolem padesáti zarzuel; mezi nejznámější patří La cancion del olvido, Los de Aragón, Los claveles, La dolorosa a jiné. Kromě zarzuel je známá i jeho hymna Valencie (1909). Pracoval i na zkomponování opery La venta de los gatos, kterou však nikdy nedokončil.